# Kalven (Norrbärke socken, Dalarna)
Kalven är en sjö i Smedjebackens kommun i Dalarna och ingår i Norrströms huvudavrinningsområde.